# ピアノ協奏曲第3番 (カバレフスキー)
ピアノ協奏曲第3番ニ長調作品50は、ドミトリー・カバレフスキーが1952年に完成したピアノ協奏曲。演奏時間はおよそ18分。

## 概要
1948年のヴァイオリン協奏曲、1949年のチェロ協奏曲第1番に続くソビエト連邦の青年に捧げる協奏曲3部作の完結篇として作曲された。他の2曲と合わせて演奏できるよう、比較的小規模に作られており、チェロ協奏曲が短調であるのに対し、ヴァイオリン協奏曲同様長調を採っている。

## 初演
1953年2月1日にモスクワ音楽院大ホールにてウラディーミル・アシュケナージ（当時15歳）のピアノ独奏、作曲者指揮モスクワ・フィルハーモニー管弦楽団により初演。
カバレフスキーは本作を作曲中に、当時モスクワ中央音楽学校に在籍していたアシュケナージがベートーヴェンのピアノ協奏曲第1番を弾くのを聴いて初演を依頼したという。

## 編成
独奏ピアノ、フルート2、オーボエ2、クラリネット2、ファゴット2、ホルン2、トランペット2、トロンボーン2、ティンパニ他打楽器、弦五部

## 構成
3楽章構成。
第1楽章 Allegro molto
ソナタ形式。管弦楽の短い序奏の後、ピアノに快活な第1主題が現れる。しばらく展開した後に、第2主題がやはりピアノが先導する形で現れるが、これは第1主題とは対照的な民謡風の落ち着いた感じのものである。三連符が目立つ展開部は一旦管弦楽の強奏で締め括られる。カデンツァの後、第1主題、第2主題の順で現れ軽快に締め括る。
第2楽章 Andante con moto
三部形式。4分の4拍子。弦のピッツィカートで始まり、ピアノでやや愁いを帯びた主題が奏され展開される。中間部は8分の6拍子、軽やかなワルツとなるが、これは同じ頃作曲された児童用の歌曲「私たちの国」（露: Наш край）と共通のメロディを用いている。再び冒頭の主題が戻って来て静かに終わる。
第3楽章 Presto
ロンド形式。管弦楽の前奏の後、ピアノで玉の転がるようなせわしないロンド主題が奏される。次に奏される副次主題は民謡風の素朴なもの。ロンド主題が再帰した後、行進曲風の堂々とした主題が現れしばらく展開する。もう一度ロンド主題、副次主題の順で現れた後、第1楽章第2主題が登場し全体の統一感を高め、最後は軽快に曲を終える。

## 逸話
カバレフスキーとアシュケナージは、モスクワでの初演に続きレニングラードやタリンでも本作を演奏した。これらの演奏会は好評であったが、翌1954年、本作を録音する際、カバレフスキーは独奏者にアシュケナージではなく、既に名声を博していたエミール・ギレリスを起用した。録音の翌年1955年にアシュケナージがショパン国際ピアノコンクールで2位に入賞すると、カバレフスキーは本作の演奏を持ちかけ、カバレフスキーを怒らせたくなかったアシュケナージもこれに応じた。1956年のエリザベート王妃国際音楽コンクールでアシュケナージが優勝すると、再度カバレフスキーは演奏を求めて来たが、今度はアシュケナージも他に弾かねばならない曲が多くあるしもう「若人の協奏曲」を弾く気分ではないと言って断っている。人を怒らせるのが嫌なアシュケナージは1962年のチャイコフスキー国際コンクールでの優勝後、同コンクール審査員であったカバレフスキーに対して、「若人のため」ではなく本式の協奏曲であるピアノ協奏曲第2番を弾く用意がある、と申し出た。この申し出に対するカバレフスキーの態度は「びっくりして『それはどうもご親切なことで、考えさせてもらいましょう』」と言ったという。もっともアシュケナージは、このやり取りの数ヵ月後にはソ連を離れており、協奏曲を演奏してはいない。